# Bushmaster ACR
El Fusil de Combate Adaptable Bushmaster es el nombre de producción para la versión actualizada del Sistema Adaptable de Arma de Combate Masada. A finales de enero de 2008, Bushmaster firmó un acuerdo de licencia con Magpul, en donde la primera, se haría cargo de la producción, futuro desarrollo y venta del Masada.

## Historia
En el primer intento por diseñar el Masada, se trataba de hacer un arma con las características del AR-15 (M16). Durante el curso de las investigaciones, se encontraron cosas que fueron de gusto y otras que no, en ese entonces quedó claro por parte de Magpul que el Masada debería tener las mejores características de las mejores armas en un solo diseño. En un intento por añadir al AR-15 las características de una posible próxima generación de armas, se encontraron problemas que hicieron este proyecto innecesariamente difícil, muy costoso y con una muy baja expectativa. Es entonces cuando en marzo de 2006, el proyecto relacionado con el AR-15 fue cancelado y se empezó desde cero. Un tiempo más tarde, se trató de culminar el proyecto, buscando datos en las investigaciones del proyecto predecesor, donde se concluyó que la base del proyecto no debería ser el AR-15, sino el AR-180. 6 modelos del proyecto fueron hechos, analizados, probados y construidos aproximadamente en 4 meses para el "2007 Shot Show". El Masada, en contraste con la mayoría de otros prototipos, no fue diseñado y construido a petición de un gobierno, sino por las ideas de varios integrantes del equipo a cargo del prototipo, para hacer el mejor artefacto de guerra.

## Diseño
El diseño original del Magpul Masada representa la conjunción de diversos diseños actuales, incorporando las mejores características de cada uno en un modelo ligero/modular. Del Armalite AR-18 retoma el sistema de gas con recorrido corto, del FN SCAR el diseño de la sección superior de su cajón de mecanismos, del HK G36/XM8 la utilización de componentes de polímero y del AR15 la configuración del gatillo, siendo las características del M16 las que más prevalecen. Asimismo incluye diversas características desarrolladas por Magpul, tales como el sistema de cambio rápido de cañón, el regulador ajustable del sistema de gas y algunos compartimentos de almacenaje localizados en la empuñadura.

## Disponibilidad
Esta previsto que el ACR este disponible en el tercer trimestre del 2009 para los usuarios militares y gubernamentales y que se encuentre a total disponibilidad comercial en el 2010. Se sabe por anticipado que el fusil tendrá un valor inicial de 1700 USD con versiones semiautomáticas en el mercado y versiones de fuego selectivo para el uso policial y militar, fabricadas por la compañía Remington.